# Cephalius dekeyseri
Cephalius dekeyseri är en insektsart som beskrevs av Jean François Villiers 1956. Cephalius dekeyseri ingår i släktet Cephalius och familjen dvärgstritar. Inga underarter finns listade i Catalogue of Life.